# Dekanat lubicki
Dekanat lubicki – jeden z 33 dekanatów rzymskokatolickiej diecezji włocławskiej.
W skład dekanatu wchodzą następujące parafie:
- parafia Matki Bożej Częstochowskiej i św. Wacława w Lubiczu Górnym
- parafia św. Jana Pawła II w Brzozówce
- parafia św. Małgorzaty w Ciechocinie
- parafia św. Wawrzyńca w Dobrzejewicach
- parafia Świętych Apostołów Piotra i Pawła w Łążynie
- parafia Miłosierdzia Bożego w Obrowie
- parafia Najświętszego Serca Pana Jezusa w Osieku nad Wisłą

Dziekan dekanatu lubickiego
- ks. prał. dr Bogumił Leszcz - proboszcz parafii Lubicz Górny

Wicedziekan
- ks. prał. dr hab. Tadeusz Lewandowski - proboszcz parafii Obrowo